# Canyon SRAM Racing/Saison 2024
Diese Liste beschreibt die Mannschaft und die Siege des Radsportteams Canyon SRAM Racing in der Saison 2024.

## Mannschaft
| Teamkader 2024           | Teamkader 2024     | Teamkader 2024         | Teamkader 2024                              |
| Name                     | Geburtsdatum       | Land                   | Vorheriges Team                             |
| ------------------------ | ------------------ | ---------------------- | ------------------------------------------- |
| Zoe Bäckstedt            | 24. September 2004 | Vereinigtes Königreich | EF Education-TIBCO-SVB (2023)               |
| Ricarda Bauernfeind      | 1. April 2000      | Deutschland            | Canyon//SRAM Generation (2022)              |
| Shari Bossuyt            | 5. September 2000  | Belgien                | NXTG Racing (2021)                          |
| Neve Bradbury            | 11. April 2002     | Australien             |                                             |
| Elise Chabbey            | 24. April 1993     | Schweiz                | Équipe Paule Ka (2020)                      |
| Tiffany Cromwell         | 6. Juli 1988       | Australien             | Orica-AIS (2013)                            |
| Justyna Czapla           | 24. Januar 2004    | Deutschland            | Canyon//SRAM Generation (2023)              |
| Chloé Dygert             | 1. Januar 1997     | Vereinigte Staaten     | Sho-Air Twenty20 (2020)                     |
| Alex Morrice             | 25. April 2000     | Vereinigtes Königreich |                                             |
| Antonia Niedermaier      | 20. Februar 2003   | Deutschland            | Canyon//SRAM Generation (2022)              |
| Katarzyna Niewiadoma     | 29. September 1994 | Polen                  | WM3 (2017)                                  |
| Soraya Paladin           | 4. Mai 1993        | Italien                | Liv Racing (2021)                           |
| Agnieszka Skalniak-Sójka | 22. April 1997     | Polen                  | Atom Deweloper-Posciellux.pl-Wrocław (2022) |
| Alice Towers             | 12. Oktober 2002   | Vereinigtes Königreich | Le Col-Wahoo (2022)                         |
| Maike van der Duin       | 12. September 2001 | Niederlande            | Le Col-Wahoo (2022)                         |
|                          |                    |                        |                                             |
| Quelle: ProCyclingStats  |                    |                        |                                             |

## Siege
| Siege    | Siege                                                     | Siege       | Siege  | Siege                | Siege |
| Datum    | Rennen                                                    | Staat       | Klasse | Siegerin             |       |
| -------- | --------------------------------------------------------- | ----------- | ------ | -------------------- | ----- |
| 17. Apr. | La Flèche Wallonne                                        | Belgien     | 1.WWT  | Katarzyna Niewiadoma |       |
| 17. Jun. | Tour de Suisse Women, 3. Etappe                           | Schweiz     | 2.WWT  | Neve Bradbury        |       |
| 21. Jun. | Deutsche Meisterschaften, Einzelzeitfahren der U23-Frauen | Deutschland | CN     | Justyna Czapla       |       |
| 13. Jul. | Giro d'Italia Women, 7. Etappe                            | Italien     | 2.WWT  | Neve Bradbury        |       |
| 8. Okt.  | Simac Ladies Tour, 1. Etappe                              | Niederlande | 2.WWT  | Zoe Bäckstedt        |       |

## UCI-Weltranglisten-Platzierungen
| UCI-Ranking | UCI-Ranking              | UCI-Ranking            | UCI-Ranking |
| Fahrerin    | Fahrerin                 | Land                   | Punkte      |
| ----------- | ------------------------ | ---------------------- | ----------- |
| 7.          | Katarzyna Niewiadoma     | Polen                  | 2574 P.     |
| 15.         | Neve Bradbury            | Australien             | 1631 P.     |
| 19.         | Chloé Dygert             | Vereinigte Staaten     | 1430 P.     |
| 27.         | Elise Chabbey            | Schweiz                | 1244 P.     |
| 47.         | Antonia Niedermaier      | Deutschland            | 880.3 P.    |
| 49.         | Soraya Paladin           | Italien                | 847.7 P.    |
| 95.         | Zoe Bäckstedt            | Vereinigtes Königreich | 461 P.      |
| 99.         | Ricarda Bauernfeind      | Deutschland            | 443 P.      |
| 166.        | Alice Towers             | Vereinigtes Königreich | 247 P.      |
| 207.        | Agnieszka Skalniak-Sójka | Polen                  | 198 P.      |
| 440.        | Tiffany Cromwell         | Australien             | 75 P.       |
| 471.        | Maike van der Duin       | Niederlande            | 73 P.       |